# Lorenz Hochhuth
Lorenz Hochhuth (* 31. Juli 1996 in Hamburg) ist ein deutscher Schauspieler.

## Leben
Lorenz Hochhuth wuchs in seiner Geburtsstadt Hamburg auf, wo er erste Theatererfahrungen im Jugendclub des Deutschen Schauspielhauses Hamburg sammelte. Es folgten Engagements am Thalia Theater und an der Staatsoper Hamburg, unter der Regie von u. a. Jette Steckel, Lars Ole Walburg, Dmitri Tcherniakov und Studio Braun.
2013 erhielt Hochhuth den Deutschen Jugendfilmpreis für den Film Spiegelnackt. Ein Jahr später gewann er für die Regie des Musikvideos FOREVER das Hamburger Nachwuchsfilmfestival abgedreht! und den Publikumspreis des 9. Hüller Jugend Filmfests. Es wurde auch auf dem internationalen Filmfestival up-and-coming in Hannover gezeigt.
Von 2017 bis 2021 folgte ein Schauspielstudium an der Universität der Künste in Berlin. Während des Studiums spielte Hochhuth u. a. am bat-Studiotheater, am Theater Freiburg, an der Volksbühne Berlin und am Berliner Ensemble, dort in Michael Thalheimers Inszenierung von Endstation Sehnsucht (2016).
Seit der Spielzeit 2021/22 ist Hochhuth festes Ensemblemitglied am neuen Münchner Volkstheater unter der Intendanz von Christian Stückl.
Seine erste Hauptrolle in einem Kinofilm übernahm Hochhuth in Hannes Hirschs Debütfilm Drifter, der seine Weltpremiere im Februar 2023 bei den Internationalen Filmfestspielen Berlin in der Sektion Panorama feierte. Für seine Rolle als Moritz wurde Hochhuth im Rahmen des First Steps Award 2023 für den Götz George Nachwuchspreis nominiert. Im gleichen Jahr wurde Hannes Hirsch für seine Regie in „Drifter“ mit dem Preis für den besten Spielfilm ausgezeichnet.
Lorenz Hochhuth gewann den Preis der deutschen Filmkritik 2023 für seine schauspielerische Leistung im Film „Drifter“.
2021 drehte Hochhuth an der Seite von Jenny Schily und Godehard Giese den Kinofilm Und dass man ohne Täuschung zu leben vermag. Er verkörperte in dem Werk von Katharina Lüdin in einer Hauptrolle den Sohn Lion.
Lorenz Hochhuth ist Teil der Initiative #actout im SZ-Magazin. Derzeit lebt er in München.

## Filmografie (Auswahl)
- 2021: Ein Raum für Männer (Kurzfilm)
- 2021: Und dass man ohne Täuschung zu leben vermag
- 2022: Festgefahren (Kurzfilm)
- 2023: Drifter